# Labastide-Rouairoux

Labastide-Rouairoux este o comună în departamentul Tarn din sudul Franței. În 2009 avea o populație de 1.587 de locuitori.

## Evoluția populației
| An        | 1975  | 1982  | 1990  | 1999  | 2006  | 2009  |
| --------- | ----- | ----- | ----- | ----- | ----- | ----- |
| Populație | 2.858 | 2.301 | 2.027 | 1.753 | 1.631 | 1.587 |